# Fallen (album d'Evanescence)
Pour les articles homonymes, voir Fallen.
Albums de Evanescence
Anywhere But Home
(2004)
Singles
1. Bring Me to Life
Sortie : 22 avril 2003
2. Going Under
Sortie : 9 septembre 2003
3. My Immortal
Sortie : 8 décembre 2003
4. Everybody's Fool
Sortie : 7 juin 2004

Fallen est le premier album studio du groupe de metal américain Evanescence. Il est sorti le 4 mars 2003 sous le label Wind-up Records et a été produit par Dave Fortman. C'est l'album le plus vendu du groupe, avec près de sept millions de copies vendues aux États-Unis et environ dix-sept millions dans le monde entier. Il accède au top dix des ventes dans une dizaine de pays.

## Historique
Cet album fut enregistré entre août et décembre 2002 dans les Track Records Inc. studios, Ocean studios, NRG studios et Conway Studios en Californie.
L'album contient quatre singles : Bring Me to Life, My Immortal, Going Under, et Everybody's Fool. Bring Me to Life et My Immortal accèdent aux top dix des ventes de singles dans plus de dix pays, dont les États-Unis, la Grande-Bretagne et l'Australie. L'album a valu au groupe Evanescence sa nomination à cinq reprises à la 46e cérémonie des Grammy Awards, gagnant les prix des Meilleurs nouveaux artistes et Meilleure performance hard rock.
Le magazine Rolling Stone place l'album en 99e position de son classement des 100 plus grands albums métal de tous les temps.
L'album se classa à la 3e place du Billboard 200 américain et à la première place des charts britanniques. En France, il atteignit la seconde place des meilleures ventes de disques.

### Date de sortie
- 4 mars 2003 (États-Unis)
- 28 avril 2003 (Royaume-Uni)
- 19 mai 2003 (France)
- 17 novembre 2023 (Édition "20th Anniversary")

### Analyse philosophique des chansons et de l'album
Le fait que l'album se nomme "Fallen" (déchéance, chute, descente en anglais), et l'analyse des textes des chansons ainsi que des clips vidéos laissent supposer que l'album raconte une sorte de décente aux Enfers pour le groupe, ainsi que dans certains passages et certaines séquences vidéos une critique de la société de consommation. La société de consommation, notamment  à l'américaine, étant de manière métaphorique l'incarnation de la notion psycho-philosophique des Enfers, symboliquement le lieu des plaisirs et des pulsions, de l'argent et du vice, dans toutes les cultures. 

## Liste des pistes
| No  | Titre                                            | Auteur                                                  | Durée |
| --- | ------------------------------------------------ | ------------------------------------------------------- | ----- |
| 1.  | Going Under                                      | Amy Lee, Ben Moody, John LeCompt, Will Boyd, Rocky Gray | 3:35  |
| 2.  | Bring Me to Life (feat. Paul McCoy of 12 Stones) | Lee, Moody, LeCompt, Boyd, Gray, Paul McCoy             | 3:58  |
| 3.  | Everybody's Fool (en)                            | Lee, Moody, LeCompt, Boyd, Gray                         | 3:16  |
| 4.  | My Immortal                                      | Lee, Moody, LeCompt, Boyd, Gray                         | 4:24  |
| 5.  | Haunted                                          | Lee, Moody, LeCompt, Boyd, Gray                         | 3:06  |
| 6.  | Tourniquet                                       | Lee, Moody, LeCompt, Boyd, Gray                         | 4:38  |
| 7.  | Imaginary                                        | Lee, Moody, LeCompt, Boyd, Gray                         | 4:17  |
| 8.  | Taking Over Me                                   | Lee, Moody, LeCompt, Boyd, Gray                         | 3:50  |
| 9.  | Hello                                            | Lee, Moody, LeCompt, Boyd, Gray                         | 3:40  |
| 10. | My Last Breath                                   | Lee, Moody, LeCompt, Boyd, Gray                         | 4:08  |
| 11. | Whisper                                          | Lee, Moody, LeCompt, Boyd, Gray                         | 5:27  |

| 12. | Farther Away                                        | Lee, Moody, LeCompt, Boyd, Gray | 3:58 |
| 13. | My Immortal (Band version, only on later pressings) | Lee, Moody, LeCompt, Boyd, Gray | 4:33 |

| 1. | Bring Me to Life (music video) |  |

## Musiciens
Evanescence
- Amy Lee : chant, arrangement des chœurs, piano, claviers
- Ben Moody : guitares
- John LeCompt : guitares
- Will Boyd : basse
- Rocky Gray : batterie

Musiciens additionnels
- Zac Baird : programmation
- Chris Johnson : programmation
- DJ Shadow : programmation
- The Millenium Choir : chœurs sur les titres 3, 5, 7 & 11

## Singles
| Année | Chart                   | Durée du classement | Position |
| ----- | ----------------------- | ------------------- | -------- |
| 2003  | Hot 100                 | 32 semaines         | 5e       |
| 2003  | Mainstream Rock Tracks  | 26 semaines         | 11e      |
| 2003  | Alternative Songs       | 26 semaines         | 1er      |
| 2003  | UK Singles Chart        | 38 semaines         | 1er      |
| 2003  | Single Top 100          | 25 semaines         | 2e       |
| 2003  | ARIA Charts             | 27 semaines         | 1er      |
| 2003  | Ö3 Austria Top 40       | 33 semaines         | 3e       |
| 2003  | (W) Ultratop            | 25 semaines         | 2e       |
| 2003  | (V) Ultratop            | 21 semaines         | 7e       |
| 2003  | Billboard Hot Canadian  | 32 semaines         | 3e       |
| 2003  | Track Top-40            | 19 semaines         | 2e       |
| 2003  | Espagne Promusicae      | 9 semaines          | 11e      |
| 2003  | Suomen virallinen lista | 7 semaines          | 11e      |
| 2003  | Top 100                 | 26 semaines         | 5e       |
| 2003  | FIMI                    | 41 semaines         | 1er      |
| 2003  | VG-lista                | 18 semaines         | 2e       |
| 2003  | RMNZ Singles Top40      | 16 semaines         | 3e       |
| 2003  | Mega Top 50             | 20 semaines         | 10e      |
| 2003  | Sverigetopplistan       | 42 semaines         | 2e       |
| 2003  | Schweizer Hitparade     | 46 semaines         | 6e       |

| Année | Chart                   | Durée du classement | Position |
| ----- | ----------------------- | ------------------- | -------- |
| 2003  | Mainstream Rock Tracks  | 15 semaines         | 26e      |
| 2003  | Alternative Songs       | 25 semaines         | 5e       |
| 2003  | UK Singles Chart        | 8 semaines          | 8e       |
| 2003  | Single Top 100          | 9 semaines          | 15e      |
| 2003  | ARIA Charts             | 14 semaines         | 14e      |
| 2003  | Ö3 Austria Top 40       | 12 semaines         | 14e      |
| 2003  | (W) Ultratop            | 1 semaine           | 37e      |
| 2003  | (V) Ultratop            | 4 semaines          | 28e      |
| 2003  | Billboard Hot Canadian  | 4 semaines          | 14e      |
| 2003  | Promusicae              | 3 semaines          | 17e      |
| 2003  | Suomen virallinen lista | 1 semaine           | 19e      |
| 2003  | Top 100                 | 20 semaines         | 16e      |
| 2003  | FIMI                    | 16 semaines         | 9e       |
| 2003  | VG-lista                | 6 semaines          | 12e      |
| 2003  | RMNZ Singles Top40      | 13 semaines         | 4e       |
| 2003  | Mega Top 50             | 9 semaines          | 16e      |
| 2003  | Sverigetopplistan       | 23 semaines         | 11e      |
| 2003  | Schweizer Hitparade     | 20 semaines         | 13e      |

| Année       | Chart                   | Durée du classement | Position |
| ----------- | ----------------------- | ------------------- | -------- |
| 2003 - 2004 | Mainstream Top 40       | 27 semaines         | 2e       |
| 2003 - 2004 | Adult Top 40            | 41 semaines         | 1er      |
| 2003 - 2004 | Contemporary tracks     | 26 semaines         | 19e      |
| 2003 - 2004 | UK Singles Chart        | 17 semaines         | 7e       |
| 2003 - 2004 | Single Top 100          | 20 semaines         | 5e       |
| 2003 - 2004 | ARIA Charts             | 21 semaines         | 4e       |
| 2003 - 2004 | Ö3 Austria Top 40       | 20 semaines         | 11e      |
| 2003 - 2004 | (W) Ultratop            | 20 semaine          | 9e       |
| 2003 - 2004 | (V) Ultratop            | 21 semaines         | 5e       |
| 2003 - 2004 | Billboard Hot Canadian  | 39 semaines         | 1er      |
| 2003 - 2004 | Track Top-40            | 13 semaines         | 7e       |
| 2003 - 2004 | Promusicae              | 17 semaines         | 4e       |
| 2003 - 2004 | Suomen virallinen lista | 3 semaines          | 9e       |
| 2003 - 2004 | Top 100                 | 21 semaines         | 11e      |
| 2003 - 2004 | FIMI                    | 22 semaines         | 3e       |
| 2003 - 2004 | VG-lista                | 17 semaines         | 2e       |
| 2003 - 2004 | RMNZ Singles Top40      | 20 semaines         | 2e       |
| 2003 - 2004 | Mega Top 50             | 22 semaines         | 7e       |
| 2003 - 2004 | Sverigetopplistan       | 14 semaines         | 9e       |
| 2003 - 2004 | Schweizer Hitparade     | 28 semaines         | 7e       |

| Année | Chart               | Durée du classement | Position |
| ----- | ------------------- | ------------------- | -------- |
| 2004  | Alternative Songs   | 8 semaines          | 36e      |
| 2004  | UK Singles Chart    | 5 semaines          | 24e      |
| 2004  | ARIA Charts         | 5 semaines          | 23e      |
| 2004  | (V) Ultratop        | 3 semaines          | 35e      |
| 2004  | FIMI                | 12 semaines         | 16e      |
| 2004  | VG-lista            | 2 semaines          | 17e      |
| 2004  | Mega Top 50         | 20 semaines         | 35e      |
| 2004  | Schweizer Hitparade | 14 semaines         | 35e      |

## Classement dans les charts
| Classement (2003–2005)                | durée du classement | Meilleure position |
| ------------------------------------- | ------------------- | ------------------ |
| Allemagne (Media Control Charts)      | 73 semaines         | 2e                 |
| Australie (ARIA)                      | 75 semaines         | 1er                |
| Autriche (Ö3 Austria Top 40)          | 73 semaines         | 1er                |
| Belgique (Ultratop 50 Flandre)        | 90 semaines         | 3e                 |
| Belgique (Ultratop 40 Wallonie)       | 83 semaines         | 4e                 |
| Canada (Billboard canadian albums)]   | 64 semaines         | 1er                |
| Danemark (Tracklisten)                | 47 semaines         | 1er                |
| Espagne (PROMUSICAE)                  | 7 semaines          | 69e                |
| États-Unis Billboard 200              | 114 semaines        | 3e                 |
| États-Unis Billboard Hard Rock Albums | 28 semaines         | 8e                 |
| Europe (Billboard)                    | semaines            | 1er                |
| Finlande (Suomen virallinen lista)    | 50 semaines         | 1er                |
| France (SNEP)                         | 103 semaines        | 2e                 |
| Grèce (IFPI Greece)                   | 39 semaines         | 1er                |
| Italie (FIMI album charts)            | 88 semaines         | 3e                 |
| Japon (Oricon)                        | -                   | 7e                 |
| Mexique (AMPROFON)                    | -                   | 1er                |
| Pays-Bas (MegaCharts)                 | 90 semaines         | 2e                 |
| Nouvelle-Zélande (RIANZ)              | 65 semaines         | 2e                 |
| Norvège (VG-lista)                    | 37 semaines         | 3e                 |
| Portugal (AFP)                        | 71 semaines         | 1er                |
| Russie (Tophit)                       | -                   | 1er                |
| Suède (Sverigetopplistan)             | 52 semaines         | 3e                 |
| Suisse (Schweizer Hitparade)          | 75 semaines         | 2e                 |
| Royaume-Uni (OCC)                     | 84 semaines         | 1er                |
| Royaume-Uni (UK Rock and Metal Chart) | -                   | 1er                |

| Classement (2003)                   | Position |
| ----------------------------------- | -------- |
| Australie                           | 15e      |
| Australie Heavy Rock & Metal albums | 2e       |
| Autriche                            | 17e      |
| Belgique (Flandre)                  | 38e      |
| Belgique (Wallonie)                 | 17e      |
| Danemark                            | 25e      |
| Pays-Bas                            | 23e      |
| Finlande                            | 2e       |
| France                              | 10e      |
| Hongrie                             | 81e      |
| Nouvelle-Zélande                    | 6e       |
| Suède                               | 5e       |
| Suisse                              | 3e       |
| Royaume-Uni                         | 16e      |
| États-Unis                          | 8e       |
| Classement (2004)                   | Position |
| Australie                           | 7e       |
| Autriche                            | 15e      |
| Belgique (Flandre)                  | 12e      |
| Belgique(Wallonie)                  | 16e      |
| Danemark                            | 52e      |
| Pays-Bas                            | 10e      |
| Finlande                            | 16e      |
| France                              | 20e      |
| Hongrie                             | 28e      |
| Nouvelle-Zélande                    | 14e      |
| Suède                               | 39e      |
| Suisse                              | 15e      |
| Royaume-Uni                         | 59e      |
| États-Unis                          | 6e       |
| Monde                               | 43e      |

Classement de la décennie
| Classement (2000–09) | Position |
| -------------------- | -------- |
| Autriche             | 28e      |
| Pays-Bas             | 67e      |
| États-Unis           | 19e      |

## Certifications
| Pays             | Certification | Ventes      | Date       |
| ---------------- | ------------- | ----------- | ---------- |
| Allemagne        | 5 × Or        | 1 250 000 + | 2004       |
| Australie        | 6 × Platine   | 420 000 +   | 2004       |
| Autriche         | Platine       | 30 000 +    | 21/01/2004 |
| Belgique         | Platine       | 40 000 +    | 16/06/2004 |
| Brésil           | 2 × Platine   | 200 000 +   | 2007       |
| Canada           | 7 × Platine   | 700 000 +   | 04/05/2005 |
| Danemark         | Platine       | 20 000 +    | 2004       |
| États-Unis       | 7 × Platine   | 7 000 000 + | 24/06/2008 |
| Finlande         | Platine       | 56 679 +    | 2003       |
| France           | 2 × Platine   | 600 000 +   | 2004       |
| Grèce            | 2 × Platine   | 40 000 +    | 2004       |
| Italie           | Or            | 25 000 +    | 2015       |
| Nouvelle-Zélande | 5 × Platine   | 75 000 +    | 04/10/2004 |
| Pays-Bas         | Platine       | 80 000 +    | 2004       |
| Royaume-Uni      | 4 × Platine   | 1 200 000 + | 22/07/2013 |
| Suisse           | 2 × Platine   | 80 000 +    | 2004       |